# Толбино (Ступинский район)
Толбино — деревня в Ступинском районе Московской области в составе Семёновского сельского поселения (до 2006 года входила в Хатунский сельский округ). На 2016 год Толбино одна улица — Баладуринская. Впервые в исторических документах упоминается в 1709 году.

## Население
| 2002 | 2006 | 2010 |
| ---- | ---- | ---- |
| 36   | ↘15  | ↗17  |

Толбино расположено в юго-западной части района, на безымянном ручье, левом притоке реки Лопасня, высота центра деревни над уровнем моря — 167 м. Ближайшие населённые пункты: Антипино — примерно в 1 км на северо-запад и Лапино — в 1,2 км западнее.